# Uzippari
Uzippari (łac. Diocesis Uziparitanus) – stolica historycznej diecezji w Cesarstwie rzymskim w prowincji Afryka Prokonsularna, sufragania metropolii Kartagina. Współcześnie w Tunezji. Obecnie katolickie biskupstwo tytularne.

## Biskupi tytularni
| Lp. | Biskup          | Funkcja                                      | Od               | Do              |
| --- | --------------- | -------------------------------------------- | ---------------- | --------------- |
| 1   | John Heffernan  | wikariusz apostolski Zanzibaru               | 15 marca 1932    | 20 marca 1966   |
| 2   | Matthias U Shwe | biskup pomocniczy Taunggyi (Mjanma)          | 20 grudnia 1979  | 18 grudnia 1989 |
| 3   | Thomas Chakiath | biskup pomocniczy Ernakulam-Angamaly (Indie) | 19 stycznia 1998 |                 |